# Кузнецов, Алексей Валерьевич
Алексе́й Вале́рьевич Кузнецо́в (род. 9 июня 1968, Москва) — российский историк, педагог, журналист. Почётный работник общего образования РФ. Профессор Международной академии детско-юношеского туризма и краеведения.

## Семья
Родители: отец — Вале́рий Ива́нович Кузнецо́в (1940—2002) — советский и российский юрист, специалист по международному праву; доктор юридических наук. Мать — Татьяна Борисовна Проскурникова (1939—2003) — доктор искусствоведения.
Был дважды женат, разведён. Трое детей: две дочери и сын (источник — «Слухай Эхо»,03.06.2021).

## Образование
В 1975—1985 годах учился в средней общеобразовательной школе № 1253.
В 1985—1990 гг. — студент международно-правового факультета МГИМО (У) МИД СССР.

## Деятельность
1989—1994 (с 1993 года по совместительству) — учитель истории и английского языка средней школы № 43, впоследствии гимназии № 1543, Москва
1993—1994 — сотрудник Секретариата Председателя Конституционного суда, советник юстиции 3-го класса  
1995—2006 — учитель истории школы № 1253, Москва.
2006—2019 — учитель истории и обществознания гимназии № 1543, Москва.
С осени 2008 года связан с радиостанцией «Эхо Москвы», сначала в качестве постоянного гостя, а затем ведущего программ «Не так», «Родительское собрание», «Быль о правах», «Книжное казино», «Один» (с 2019 г. — основное место работы согласно записи в трудовой книжке).
С 2022 года — ведущий программы «Исторический разворот с Алексеем Кузнецовым» на YouTube канале «Живой гвоздь», совместно с журналистами Максимом Курниковым и Ириной Баблоян.
Автор статей в журналах «Дилетант», «Знание — сила», «The New Times», газет «Московские новости» и «Троицкий вариант». Ведущий программы «Школа, 21-й век» на телеканале ОТР.